# Hiến Sơn
Hiến Sơn là một xã thuộc huyện Đô Lương, tỉnh Nghệ An, Việt Nam.
Xã Hiến Sơn có diện tích 13,3 km², dân số năm 1999 là 6673 người, mật độ dân số đạt 502 người/km².

## Hành chính
- Xã Hiến Sơn gồm các thôn, xóm: 1, 2, 3